# 罗艾克斯
罗艾克斯（法語：Roaix，法語發音：[ʁɔɛks]）是法国普罗旺斯-阿尔卑斯-蓝色海岸大区沃克吕兹省的一个市镇，属于卡庞特拉区。

## 地理
罗艾克斯（44°14'40"N, 5°0'50"E）面积5.83 平方千米，位于法国普罗旺斯-阿尔卑斯-蓝色海岸大区沃克吕兹省，该省份为法国东南部内陆省份，北起德龙省，西北接阿尔代什省，西接加尔省，南至罗讷河口省，东南角与瓦尔省接壤，东临上普罗旺斯阿尔卑斯省。
与罗艾克斯接壤的市镇（或旧市镇、城区）包括：比松、拉斯托、塞居雷、韦松拉罗迈讷。

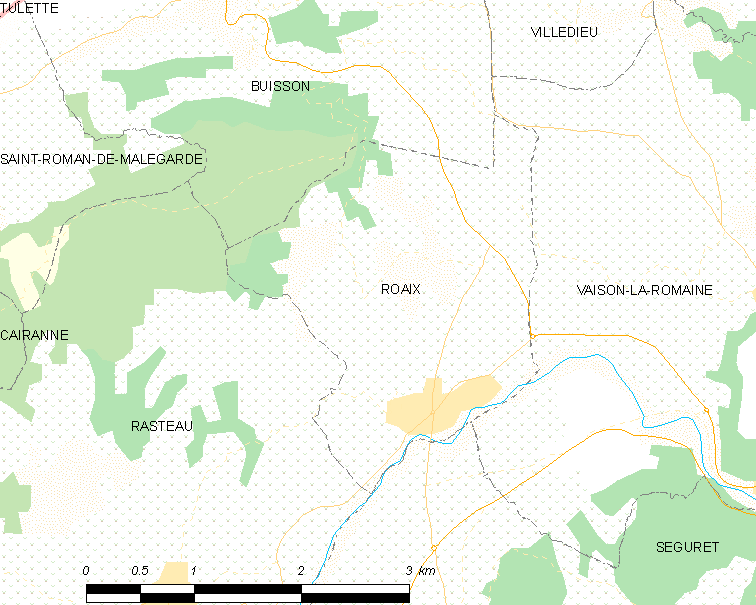
罗艾克斯的OSM定位图

罗艾克斯的时区为UTC+01:00、UTC+02:00（夏令时）。

## 行政
罗艾克斯的邮政编码为84110，INSEE市镇编码为84098。

## 政治
罗艾克斯所属的省级选区为韦松拉罗迈讷县。

## 人口

1962-2008年间罗艾克斯人口变化图示

罗艾克斯于2022年1月1日时的人口数量为622人。